# Янково-Млодзяново
Янково-Млодзяново (пол. Jankowo-Młodzianowo) — село в Польщі, у гміні Новоґруд Ломжинського повіту Підляського воєводства.
Населення — 229 осіб (2011).
У 1975-1998 роках село належало до Ломжинського воєводства.

## Демографія
Демографічна структура станом на 31 березня 2011 року:
|          | Загалом | Допрацездатний вік | Працездатний вік | Постпрацездатний вік |
| -------- | ------- | ------------------ | ---------------- | -------------------- |
| Чоловіки | 127     | 30                 | 75               | 22                   |
| Жінки    | 102     | 14                 | 59               | 29                   |
| Разом    | 229     | 44                 | 134              | 51                   |